# Burgsalach
Burgsalach é um município da Alemanha, situado no distrito de Weißenburg-Gunzenhausen, no estado da Baviera. Tem 19,31 km² de área, e sua população em 2019 foi estimada em 1.156 habitantes.